# Lefkógeia (Réthymnon)
Lefkógeia, en grec moderne : Λευκόγεια, est un village du dème d'Ágios Vasílios, de l'ancienne municipalité de Foínikas, dans le district régional de Réthymnon, en Crète, en Grèce. Selon le recensement de 2011, la population de Lefkógeia compte 283 habitants. Le village est situé à une distance de 35 km de Réthymnon et à une altitude de 90 mètres.

## Source de la traduction
- (el) Cet article est partiellement ou en totalité issu de l’article de Wikipédia en grec moderne intitulé « Λευκόγεια Ρεθύμνης » (voir la liste des auteurs).